# Sam Bird
Sam Bird, właśc. Samuel Bird (ur. 9 stycznia 1987 w Roehampton) – brytyjski kierowca wyścigowy, jeżdzący w Formule E.

## Życiorys

### Formuła BMW i Renault
Sam karierę rozpoczął w roku 1997, od startów w kartingu. W 2004 roku przeszedł do wyścigów samochodów jednomiejscowych, debiutując w Brytyjskiej Formule BMW. W zespole Carlin Motorsport sezon zakończył na 14. pozycji, z dorobkiem jednego zwycięstwa. Na drugi rok startów w tej serii podpisał kontrakt z bardziej konkurencyjnym Fortec Motorsport, dzięki czemu miał szansę walki o tytuł. Ostatecznie przegrał ją ze swoim rodakiem Deanem Smithem (zwyciężył w sześciu rundach). Współpracę z brytyjską stajnią kontynuował również w kolejnym sezonie, z tymże w Brytyjskiej Formule Renault. Wygrawszy cztery wyścigi, zmagania zakończył na 4. miejscu.

### Formuła 3
W roku 2007 po raz drugi reprezentował barwy ekipy Trevora Carlina, tym razem jednak w Brytyjskiej Formule 3. Po zwyciężeniu w dwóch wyścigach zmagania zakończył na 4. pozycji. W latach 2008–2009 brał udział w Formule 3 Euro Series, w zespołach Manor oraz Mücke Motorsport. W pierwszym podejściu rywalizację ukończył na 11. miejscu, natomiast w drugim był siódmy. Oprócz regularnych startów w tej serii, gościnnie wystąpił również w brytyjskim cyklu (jeden z wyścigów nie ukończył, natomiast w drugim zajął 2. miejsce). Na koniec sezonu podpisał kontrakt z francuską ekipą ART Grand Prix, na udział w prestiżowym wyścigu o Grand Prix Makau. Dzięki rozważnej jeździe ukończył ją na 3. pozycji.

### Seria GP2
Obiecujące wyniki zaprocentowały podpisaniem kontraktu z mistrzowskim zespołem ART Grand Prix, na starty w zimowym i głównym cyklu bezpośredniego przedsionka F1 – serii GP2.
W azjatyckiej edycji Brytyjczyk początkowo nie radził sobie najlepiej. W ostatnich trzech wyścigach Bird spisał się jednak bardzo dobrze, dojeżdżając na czwartym, szóstym i wreszcie na drugim miejscu, uzyskując przy tym najlepszy czas okrążenia w wyścigu. Zebrane punkty pozwoliły Samuelowi zająć w klasyfikacji generalnej 7. pozycję. W europejskiej edycji zaprezentował się z jeszcze lepszej strony, zajmując ostatecznie 5. lokatę na zakończenie zmagań. W tym czasie ośmiokrotnie dojechał na punktowanej pozycji, z czego aż pięć razy na podium (w tym jedno zwycięstwo odniesione w pierwszym wyścigu, na torze Monza we Włoszech). Po punkty sięgnął również za zdobycie pole position na węgierskim torze Hungaroring oraz za czterokrotne uzyskanie najszybszego okrążenia w wyścigu.
W sezonie 2011 Bird przeniósł się do brytyjskiej ekipy iSport International. W azjatyckim cyklu w zaledwie jednym wyścigu dojechał do mety (zajął siódmą lokatę w pierwszym wyścigu w Abu Zabi). Uzyskane punkty sklasyfikowały go na 12. miejscu. Rywalizację w europejskiej edycji rozpoczął znakomicie, od trzech miejsc w pierwszej trójce. W rundzie na torze Monte Carlo sięgnął po pole position, po ukaraniu Holendra Giedo van der Garde, dzięki czemu wyszedł na prowadzenie w mistrzostwach. Na starcie jednak doszło u Sama do zgaśnięcia silnika. W dalszej części sezonu Brytyjczyk nie prezentował już jednak tak mocnej formy i w konsekwencji ani razu nie znalazł się na podium. W klasyfikacji generalnej uplasował się na 6. pozycji.
Do serii tej Brytyjczyk powrócił w 2013 roku, kiedy to ścigał się debiutującą w serii ekipą Russian Time. Miał najlepszy spośród wszystkich zawodników dorobek zwycięstw – pięciokrotnie stawał na najwyższym stopniu podium. Jednak poza tym jego wyniki był gorsze niż Fabio Leimera, z którym przegrał walkę o tytuł mistrza serii. Uzbierane 181 punktów dało mu tytuł wicemistrzowski.

### Formuła Renault 3.5
W sezonie 2012 Bird przeniósł się do Formuły Renault 3.5, w której reprezentował barwy czeskiej ekipy ISR. Brytyjczyk konsekwentnie punktował w każdym wyścigu, w którym dojechał do mety, siedmiokrotnie przy tym stając na podium. Odniósł dwa zwycięstwa – na torze Monte Carlo (po starcie z pole position) oraz Silverstone. Ostatecznie rywalizację zakończył na 3. lokacie ze stratą dziesięciu punktów do mistrza serii Robina Frijnsa.

### Formuła 1
W latach 2011-2012 Sam pełnił funkcję kierowcy testowego i rezerwowego niemieckiej stajni Mercedes GP.

### Formuła E
W sezonie 2014/2015 Brytyjczyk podpisał kontrakt z ekipą Virgin Racing na starty w Formule E, gdzie trzykrotnie stawał na podium, a w Putrajaya i w Londynie odnosił zwycięstwa. Z dorobkiem 103 punktów został sklasyfikowany na piątej pozycji w końcowej klasyfikacji kierowców. W sezonach 2015/2016 (zajął wtedy czwarte miejsce w klasyfikacji kierowców), 2016/2017 (zajął wtedy czwarte miejsce w klasyfikacji kierowców), 2017/2018 (zajął wtedy trzecie miejsce), 2018/2019 (zajął wtedy dziewiąte miejsce) i 2019/2020 (zajął wtedy dziesiąte miejsce) pozostał w tej ekipie. W sezonie 2020/2021 i 2021/2022 kierowca ekipy Panasonic Jaguar. Aktualnie (14 kwietnia 2021 roku) Bird w wyścigach Formuły E odniósł 10 zwycięstw i 23 razy stawał na podium.

## Wyniki

### GP2
| Legenda oznaczeń w tabelach wyników Wyświetl szablon na nowej stronie | Legenda oznaczeń w tabelach wyników Wyświetl szablon na nowej stronie                                                                     |
| Oznaczenie                                                            | Wyjaśnienie |
| --------------------------------------------------------------------- | --- |
| Złoty                                                                 | Zwycięzca lub mistrzostwo |
| Srebrny                                                               | 2. miejsce lub wicemistrzostwo |
| Brązowy                                                               | 3. miejsce lub II wicemistrzostwo |
| Zielony                                                               | Ukończył, punktował (w klasyfikacji generalnej, gdy zdobył co najmniej jeden punkt na przestrzeni sezonu, poza trzema powyższymi opcjami) |
| Niebieski                                                             | Ukończył, nie punktował (w klasyfikacji generalnej, gdy nie zdobył co najmniej jednego punktu na przestrzeni sezonu)                      |
| Czerwony                                                              | Nie zakwalifikował się (NZ) |
| Czerwony                                                              | Nie prekwalifikował się (NPK) |
| Różowy                                                                | Nie ukończył (NU) |
| Różowy                                                                | Niesklasyfikowany (NS) (w klasyfikacji generalnej, gdy nie został sklasyfikowany w żadnym wyścigu sezonu)                                 |
| Czarny                                                                | Zdyskwalifikowany (DK) |
| Czarny                                                                | Wykluczony (WYK/EX) |
| Biały                                                                 | Nie wystartował (NW) |
| Biały                                                                 | Kontuzjowany (K/INJ) |
| Biały                                                                 | Wyścig odwołany (OD/C) |
| Bez koloru                                                            | Został wycofany (WYC/WD) |
| Bez koloru                                                            | Nie przybył (NP/DNA) |
| Bez koloru                                                            | Nie brał udziału w treningach (NT/DNP) |
| Bez koloru                                                            | Nie został zgłoszony (–) |
| Pogrubienie                                                           | Start z pole position |
| Kursywa                                                               | Najszybsze okrążenie wyścigu |
| †                                                                     | Nie ukończył, ale jego rezultat został zaliczony ze względu na przejechanie więcej niż 90% dystansu wyścigu.                              |
| *                                                                     | Sezon w trakcie |
| 1/2/3                                                                 | Punktowana pozycja w sprincie kwalifikacyjnym                                                                                             |
| Lista systemów punktacji Formuły 1                                    | |

| Rok  | Zespół               | Wyniki w poszczególnych eliminacjach | Wyniki w poszczególnych eliminacjach | Wyniki w poszczególnych eliminacjach | Wyniki w poszczególnych eliminacjach | Wyniki w poszczególnych eliminacjach | Wyniki w poszczególnych eliminacjach | Wyniki w poszczególnych eliminacjach | Wyniki w poszczególnych eliminacjach | Wyniki w poszczególnych eliminacjach | Wyniki w poszczególnych eliminacjach | Wyniki w poszczególnych eliminacjach | Wyniki w poszczególnych eliminacjach | Wyniki w poszczególnych eliminacjach | Wyniki w poszczególnych eliminacjach | Wyniki w poszczególnych eliminacjach | Wyniki w poszczególnych eliminacjach | Wyniki w poszczególnych eliminacjach | Wyniki w poszczególnych eliminacjach | Wyniki w poszczególnych eliminacjach | Wyniki w poszczególnych eliminacjach | Wyniki w poszczególnych eliminacjach | Wyniki w poszczególnych eliminacjach | Punkty | Pozycja |
| ---- | -------------------- | ------------------------------------ | ------------------------------------ | ------------------------------------ | ------------------------------------ | ------------------------------------ | ------------------------------------ | ------------------------------------ | ------------------------------------ | ------------------------------------ | ------------------------------------ | ------------------------------------ | ------------------------------------ | ------------------------------------ | ------------------------------------ | ------------------------------------ | ------------------------------------ | ------------------------------------ | ------------------------------------ | ------------------------------------ | ------------------------------------ | ------------------------------------ | ------------------------------------ | ------ | ------- |
| 2010 | ART Grand Prix       | ESP                                  | ESP                                  | MON                                  | MON                                  | TUR                                  | TUR                                  | VAL                                  | VAL                                  | GBR                                  | GBR                                  | DEU                                  | DEU                                  | HUN                                  | HUN                                  | BEL                                  | BEL                                  | ITA                                  | ITA                                  | ARE                                  | ARE                                  |                                      |                                      | 48     | 5       |
| 2010 | ART Grand Prix       | 9                                    | 4                                    | 18                                   | 10                                   | 3                                    | 10                                   | 3                                    | 10                                   | 4                                    | NW                                   | 14                                   | 5                                    | 13                                   | NU                                   | NU                                   | 12                                   | 1                                    | 3                                    | 3                                    | NU                                   |                                      |                                      | 48     | 5       |
| 2011 | iSport International | TUR                                  | TUR                                  | ESP                                  | ESP                                  | MON                                  | MON                                  | VAL                                  | VAL                                  | GBR                                  | GBR                                  | DEU                                  | DEU                                  | HUN                                  | HUN                                  | BEL                                  | BEL                                  | ITA                                  | ITA                                  |                                      |                                      |                                      |                                      | 45     | 6       |
| 2011 | iSport International | 2                                    | 3                                    | 3                                    | 5                                    | NU                                   | 13                                   | 5                                    | 12                                   | 5                                    | 6                                    | 8                                    | 7                                    | 17                                   | 5                                    | 12                                   | 5                                    | 4                                    | 4                                    |                                      |                                      |                                      |                                      | 45     | 6       |
| 2013 | Russian Time         | MAL                                  | MAL                                  | BHR                                  | BHR                                  | ESP                                  | ESP                                  | MON                                  | MON                                  | GBR                                  | GBR                                  | DEU                                  | DEU                                  | HUN                                  | HUN                                  | BEL                                  | BEL                                  | ITA                                  | ITA                                  | SIN                                  | SIN                                  | ARE                                  | ARE                                  | 181    | 2       |
| 2013 | Russian Time         | 7                                    | NU                                   | 6                                    | 1                                    | 21                                   | 12                                   | 1                                    | 24                                   | 1                                    | 5                                    | 13                                   | 8                                    | 10                                   | 8                                    | 1                                    | 14                                   | 2                                    | 4                                    | 8                                    | 1                                    | 10                                   | 4                                    | 181    | 2       |

### Azjatycka Seria GP2
| Legenda oznaczeń w tabelach wyników Wyświetl szablon na nowej stronie | Legenda oznaczeń w tabelach wyników Wyświetl szablon na nowej stronie                                                                     |
| Oznaczenie                                                            | Wyjaśnienie |
| --------------------------------------------------------------------- | --- |
| Złoty                                                                 | Zwycięzca lub mistrzostwo |
| Srebrny                                                               | 2. miejsce lub wicemistrzostwo |
| Brązowy                                                               | 3. miejsce lub II wicemistrzostwo |
| Zielony                                                               | Ukończył, punktował (w klasyfikacji generalnej, gdy zdobył co najmniej jeden punkt na przestrzeni sezonu, poza trzema powyższymi opcjami) |
| Niebieski                                                             | Ukończył, nie punktował (w klasyfikacji generalnej, gdy nie zdobył co najmniej jednego punktu na przestrzeni sezonu)                      |
| Czerwony                                                              | Nie zakwalifikował się (NZ) |
| Czerwony                                                              | Nie prekwalifikował się (NPK) |
| Różowy                                                                | Nie ukończył (NU) |
| Różowy                                                                | Niesklasyfikowany (NS) (w klasyfikacji generalnej, gdy nie został sklasyfikowany w żadnym wyścigu sezonu)                                 |
| Czarny                                                                | Zdyskwalifikowany (DK) |
| Czarny                                                                | Wykluczony (WYK/EX) |
| Biały                                                                 | Nie wystartował (NW) |
| Biały                                                                 | Kontuzjowany (K/INJ) |
| Biały                                                                 | Wyścig odwołany (OD/C) |
| Bez koloru                                                            | Został wycofany (WYC/WD) |
| Bez koloru                                                            | Nie przybył (NP/DNA) |
| Bez koloru                                                            | Nie brał udziału w treningach (NT/DNP) |
| Bez koloru                                                            | Nie został zgłoszony (–) |
| Pogrubienie                                                           | Start z pole position |
| Kursywa                                                               | Najszybsze okrążenie wyścigu |
| †                                                                     | Nie ukończył, ale jego rezultat został zaliczony ze względu na przejechanie więcej niż 90% dystansu wyścigu.                              |
| *                                                                     | Sezon w trakcie |
| 1/2/3                                                                 | Punktowana pozycja w sprincie kwalifikacyjnym                                                                                             |
| Lista systemów punktacji Formuły 1                                    | |

| Rok       | Zespół               | Wyniki w poszczególnych eliminacjach | Wyniki w poszczególnych eliminacjach | Wyniki w poszczególnych eliminacjach | Wyniki w poszczególnych eliminacjach | Wyniki w poszczególnych eliminacjach | Wyniki w poszczególnych eliminacjach | Wyniki w poszczególnych eliminacjach | Wyniki w poszczególnych eliminacjach | Punkty | Pozycja |
| --------- | -------------------- | ------------------------------------ | ------------------------------------ | ------------------------------------ | ------------------------------------ | ------------------------------------ | ------------------------------------ | ------------------------------------ | ------------------------------------ | ------ | ------- |
| 2009/2010 | ART Grand Prix       | ARE                                  | ARE                                  | ARE                                  | ARE                                  | BHR                                  | BHR                                  | BHR                                  | BHR                                  | 12     | 7       |
| 2009/2010 | ART Grand Prix       | 18†                                  | 18                                   | NU                                   | NU                                   | 13                                   | 4                                    | 6                                    | 2                                    | 12     | 7       |
| 2011      | iSport International | ARE                                  | ARE                                  | ITA                                  | ITA                                  |                                      |                                      |                                      |                                      | 2      | 12      |
| 2011      | iSport International | 7                                    | NU                                   | NU                                   | NU                                   |                                      |                                      |                                      |                                      | 2      | 12      |

### Formuła Renault 3.5
| Legenda oznaczeń w tabelach wyników Wyświetl szablon na nowej stronie | Legenda oznaczeń w tabelach wyników Wyświetl szablon na nowej stronie                                                                     |
| Oznaczenie                                                            | Wyjaśnienie |
| --------------------------------------------------------------------- | --- |
| Złoty                                                                 | Zwycięzca lub mistrzostwo |
| Srebrny                                                               | 2. miejsce lub wicemistrzostwo |
| Brązowy                                                               | 3. miejsce lub II wicemistrzostwo |
| Zielony                                                               | Ukończył, punktował (w klasyfikacji generalnej, gdy zdobył co najmniej jeden punkt na przestrzeni sezonu, poza trzema powyższymi opcjami) |
| Niebieski                                                             | Ukończył, nie punktował (w klasyfikacji generalnej, gdy nie zdobył co najmniej jednego punktu na przestrzeni sezonu)                      |
| Czerwony                                                              | Nie zakwalifikował się (NZ) |
| Czerwony                                                              | Nie prekwalifikował się (NPK) |
| Różowy                                                                | Nie ukończył (NU) |
| Różowy                                                                | Niesklasyfikowany (NS) (w klasyfikacji generalnej, gdy nie został sklasyfikowany w żadnym wyścigu sezonu)                                 |
| Czarny                                                                | Zdyskwalifikowany (DK) |
| Czarny                                                                | Wykluczony (WYK/EX) |
| Biały                                                                 | Nie wystartował (NW) |
| Biały                                                                 | Kontuzjowany (K/INJ) |
| Biały                                                                 | Wyścig odwołany (OD/C) |
| Bez koloru                                                            | Został wycofany (WYC/WD) |
| Bez koloru                                                            | Nie przybył (NP/DNA) |
| Bez koloru                                                            | Nie brał udziału w treningach (NT/DNP) |
| Bez koloru                                                            | Nie został zgłoszony (–) |
| Pogrubienie                                                           | Start z pole position |
| Kursywa                                                               | Najszybsze okrążenie wyścigu |
| †                                                                     | Nie ukończył, ale jego rezultat został zaliczony ze względu na przejechanie więcej niż 90% dystansu wyścigu.                              |
| *                                                                     | Sezon w trakcie |
| 1/2/3                                                                 | Punktowana pozycja w sprincie kwalifikacyjnym                                                                                             |
| Lista systemów punktacji Formuły 1                                    | |

| Rok  | Zespół | Wyniki w poszczególnych eliminacjach | Wyniki w poszczególnych eliminacjach | Wyniki w poszczególnych eliminacjach | Wyniki w poszczególnych eliminacjach | Wyniki w poszczególnych eliminacjach | Wyniki w poszczególnych eliminacjach | Wyniki w poszczególnych eliminacjach | Wyniki w poszczególnych eliminacjach | Wyniki w poszczególnych eliminacjach | Wyniki w poszczególnych eliminacjach | Wyniki w poszczególnych eliminacjach | Wyniki w poszczególnych eliminacjach | Wyniki w poszczególnych eliminacjach | Wyniki w poszczególnych eliminacjach | Wyniki w poszczególnych eliminacjach | Wyniki w poszczególnych eliminacjach | Wyniki w poszczególnych eliminacjach | Punkty | Pozycja |
| ---- | ------ | ------------------------------------ | ------------------------------------ | ------------------------------------ | ------------------------------------ | ------------------------------------ | ------------------------------------ | ------------------------------------ | ------------------------------------ | ------------------------------------ | ------------------------------------ | ------------------------------------ | ------------------------------------ | ------------------------------------ | ------------------------------------ | ------------------------------------ | ------------------------------------ | ------------------------------------ | ------ | ------- |
| 2012 | ISR    | ARA                                  | ARA                                  | MON                                  | BEL                                  | BEL                                  | DEU                                  | DEU                                  | RUS                                  | RUS                                  | GBR                                  | GBR                                  | HUN                                  | HUN                                  | FRA                                  | FRA                                  | CAT                                  | CAT                                  | 179    | 3       |
| 2012 | ISR    | 9                                    | 2                                    | 1                                    | 3                                    | 5                                    | 8                                    | 4                                    | 3                                    | NU                                   | NU                                   | 1                                    | 10                                   | 4                                    | 10                                   | 3                                    | 2                                    | 7                                    | 179    | 3       |

### Podsumowanie startów
| Sezon     | Seria                                               | Zespół                | Wyścigi          | PP               | Zwycięstwa       | Punkty           | Pozycja          |
| --------- | --------------------------------------------------- | --------------------- | ---------------- | ---------------- | ---------------- | ---------------- | ---------------- |
| 2004      | Brytyjska Formuła BMW                               | Carlin Motorsport     | 14               | 1                | 1                | 22               | 14               |
| 2005      | Brytyjska Formuła BMW                               | Fortec Motorsport     | 20               | 8                | 6                | 218              | 2                |
| 2006      | Brytyjska Formuła Renault                           | Fortec Motorsport     | 20               | 6                | 4                | 373              | 4                |
| 2007      | Brytyjska Formuła 3                                 | Carlin Motorsport     | 22               | 0                | 2                | 180              | 4                |
| 2008      | Formula 3 Euroseries                                | Manor Motorsport      | 20               | 0                | 0                | 23               | 11               |
| 2009      | Formula 3 Euroseries                                | Mücke Motorsport      | 18               | 1                | 0                | 40               | 8                |
| 2009      | Brytyjska Formuła 3                                 | Fortec Motorsport     | 2                | 0                | 0                | 0                | NS†              |
| 2009      | Grand Prix Makau                                    | ART Grand Prix        | 1                | 0                | 0                | N/A              | 3                |
| 2009–10   | Azjatycka Seria GP2                                 | ART Grand Prix        | 8                | 0                | 0                | 12               | 7                |
| 2010      | Seria GP2                                           | ART Grand Prix        | 20               | 1                | 1                | 48               | 5                |
| 2011      | Seria GP2                                           | iSport International  | 18               | 1                | 0                | 45               | 6                |
| 2011      | Azjatycka Seria GP2                                 | iSport International  | 4                | 0                | 0                | 2                | 12               |
| 2012      | Formuła Renault 3.5                                 | I.S.R. Racing         | 17               | 1                | 2                | 177              | 3                |
| 2012      | Formuła 1                                           | Mercedes AMG Petronas | Kierowca testowy | Kierowca testowy | Kierowca testowy | Kierowca testowy | Kierowca testowy |
| 2013      | Seria GP2                                           | Russian Time          | 22               | 2                | 5                | 181              | 2                |
| 2014      | 24h Le Mans – LMGTE Am                              | AF Corse              | 1                | 1                | 0                | N/A              | NS               |
| 2014      | FIA Endurance Trophy for GT AM drivers              | AF Corse              | 2                | 2                | 0                | 17               | 16               |
| 2014      | FIA World Endurance Championship                    | AF Corse              |                  |                  |                  | 1                | 34               |
| 2014      | United SportsCar Championship – Prototype Challenge | Starworks Motorsport  | 3                | 0                | 0                | 29               | 34               |
| 2014/2015 | Formuła E                                           | Virgin Racing         | 11               | 0                | 2                | 103              | 5                |
| 2015      | 24h Le Mans – LMP2                                  | G-Drive Racing        | 1                | 0                | 0                | N/A              | 3                |

† – Bird nie był liczony do klasyfikacji.

## Wyróżnienia
W roku 2006 Bird dostał nagrodę Autosport British Club Driver of the Year, na najbardziej obiecującego juniorskiego kierowcy Wielkiej Brytanii.